# يونسي
يون ثور بيركيسون (بالآيسلندية: Jón Þór "Jónsi" Birgisson) ويُعرف أكثر باسم يونسي من مواليد 23 أبريل 1975 هو موسيقي ومغني لفرقة ما بعد الروك سيغور روس الآيسلندية. وهو مشهور لاستخدامه قوس تشيلو للعزف على الغيتار وبصوته الكاونترتينور عالي الطبقة.  يُعاني من العمى في عينه اليمنى منذ الولادة نتيجة لكسر العصب البصري من الدماغ، وهو مثلي الجنس علنا. إضافة إلى فرقة سيغور روس؛ يؤدي يونسي أيضًا مع شريكه ألكس سومرز في تعاون فني تحت عنوان «يونسي وألكس».

## المسيرة الفنية

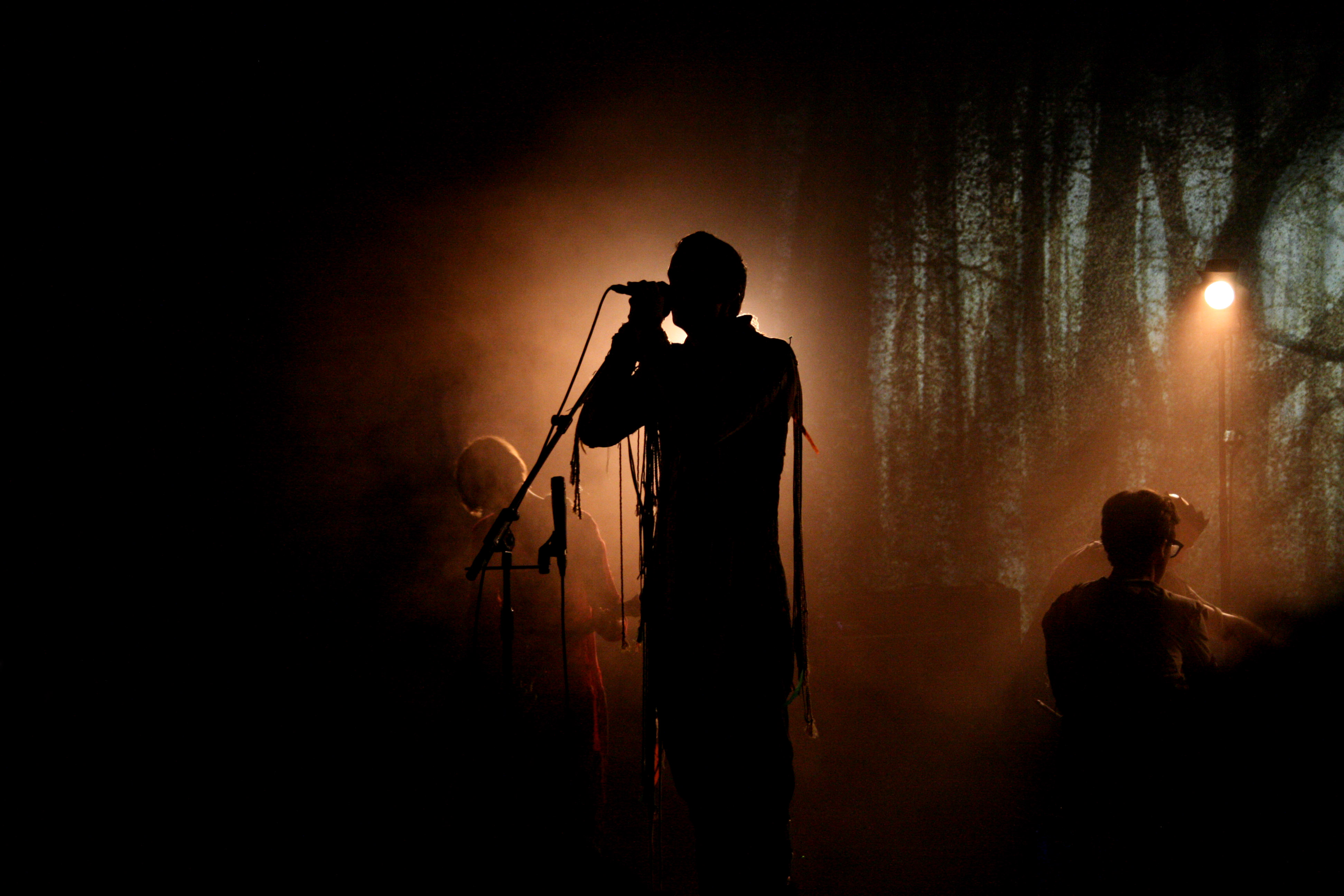
يونسي في إحدى حفلاته الغنائية في فيرارا في إيطاليا في 2010

يؤدي يونسي أيضًا مع شريكه ألكس سومرز في تعاون فني يسمى يونسي وألكس. أصدر الشريكان كتابهما الأول بعنوان يونسي وألكس في نوفمبر 2006 والذي كان غلافًا فنيًا منقوشًا يقتصر على 1000 نسخة، بالإضافة إلى ألبومهم الأول، "طفل الآرز ينام (بالإنجليزية: Riceboy Sleeps) في يوليو 2009. في 1 كانون الأول/ديسمبر 2009 تم إطلاق الموقع الرسمي لـيونسي jonsi.com تحسبًا لألبومه المنفرد الأول، انطلق الذي صدر في 5 أبريل من عام 2010. بعد إصدار الألبوم، بدأ يونسي على الفور جولة حول العالم في أمريكا الشمالية وأوروبا وضمّت الجولة أغاني من الألبوم بالإضافة إلى بعض الاختيارات الأخرى، قام بها من مارس إلى سبتمبر في نفس السنة.
أعلنَ يونسي في أواخر يناير 2010 أن فرقة سيغور روس ستتوقف لفترة غير محددة حيث ألغت الفرقة خططًا لألبوم جديد تم الإعلان عنه سابقًا ليتم إصداره في عام 2010، قائلة «إنها مجرد شائعات». قرّرت الفرقة أن تأخذ العام كراحة حيث أن العديد من أعضاءها أصبح لديهم أطفال في الآونة الأخيرة، في الوقت الذي طور يونسي مهنته الفردية. عادت الفرقة مرة أخرى وأصدرت ألبوم البخار (بالإنجليزية: Valtari) في 28 مايو 2012 مع جولة تالية ابتداء من أغسطس من نفس العام، وأصدرت مؤخرا الألبوم فتيلة في 18 يونيو 2013. كما له عديد الأغاني المنفردة التي حققت نجاحا وشهرة،    وتم استعمال بعضها لفيلمي كيف تروض تنينك، وكيف تروض تنينك 2 وغيرها من الأفلام.

## الحراك والنشاطية
في عام 2003 تم اقتياد يونسي إلى خارج المبنى أثناء قيامه بالاحتجاج على مصنع كاراهنجيكار للطاقة الكهرمائية في أيسلندا. يونسي نباتي، ويُؤكد على أنه «لم يكن نباتياً بسبب الحيوانات ولكنه أصبح أكثر اهتماماً تدريجياً برفاهيتهم»، أوضح يونسي أنه سيجد صعوبة في مواعدة والدخول في علاقة مع شخص يأكل اللحم، قائلاً: «أنا فقط أحب الحيوانات ولا أريد أن أقتلهم أو أطهوهم أو أكلهم، لذا سيكون من الصعب عليّ مشاهدة أي شخص يفعل ذلك.» وتابع لفترة وجيزة اتباع نظام غذائي نباتي خام، على الرغم من أنه لم يعد يُطبق هذا لأنه شعر بأنه أعاق حياته الاجتماعية وكان يشعر بأنه «معادي للمجتمع» عندما كان يقوم بجولاته.

## بعض أعماله الفنية

### الألبومات
| الألبوم (العنوان الأصلي) | العنوان العربي | تاريخ الصدور |
| ------------------------ | -------------- | ------------ |
| Riceboy Sleeps           | طفل الآرز ينام | 2009         |
| Go                       | انطلق          | 2010         |
| Valtari                  | البخار         | 2012         |
| Kveikur                  | فتيلة          | 2013         |

## روابط خارجية
- يونسي على موقع IMDb (الإنجليزية)
- يونسي على موقع قاعدة بيانات الأفلام العربية
- يونسي على موقع ألو سيني (الفرنسية)
- يونسي على موقع ميوزك برينز (الإنجليزية)
- يونسي على موقع ميوزك برينز (الإنجليزية)
- يونسي على موقع أول موفي (الإنجليزية)
- يونسي على موقع أول موفي (الإنجليزية)
- يونسي على موقع قاعدة بيانات الأفلام السويدية (السويدية)
- يونسي على موقع أول ميوزيك (الإنجليزية)
- يونسي على موقع ديسكوغز (الإنجليزية)
- يونسي على موقع ديسكوغز (الإنجليزية)